# العلاقات الجامايكية الجنوب إفريقية
العلاقات الجامايكية الجنوب أفريقية هي العلاقات الثنائية التي تجمع بين جامايكا وجنوب أفريقيا.

## مقارنة بين البلدين
هذه مقارنة عامة ومرجعية للدولتين:
| وجه المقارنة                                              | جامايكا       | جنوب أفريقيا |
| --------------------------------------------------------- | ------------- | --- |
| المساحة (كم2)                                             | 10.99 ألف     | 1.22 مليون |
| عدد السكان (نسمة)                                         | 2.95 مليون    | 57.73 مليون |
| الكثافة السكانية (ن./كم²)                                 | 268.43        | 47.32 |
| العاصمة                                                   | كينغستون      | بريتوريا، بلومفونتين، كيب تاون |
| اللغة الرسمية                                             | لغة إنجليزية  | لغة إنجليزية، اللغة الأفريقانية، اللغة النديبلي الجنوبية، اللغة السوثو الشمالية، اللغة السوتية، لغة سوازي، اللغة التسونجا، اللغة التسوانية، اللغة الفيندية، اللغة الكوسية، اللغة الزولوية |
| العملة                                                    | دولار جامايكي | راند جنوب أفريقي |
| الناتج المحلي الإجمالي (بليون دولار)                      | 14.77 مليار   | 349.42 مليار |
| الناتج المحلي الإجمالي (تعادل القوة الشرائية) بليون دولار | 24.79 مليار   | 725.91 مليار |
| الناتج المحلي الإجمالي الاسمي للفرد دولار أمريكي          | 5.23 ألف      | 5.72 ألف |
| الناتج المحلي الإجمالي للفرد دولار أمريكي                 | 8.88 ألف      | 13.05 ألف |
| مؤشر التنمية البشرية                                      | 0.719         | 0.666 |
| رمز المكالمات الدولي                                      | +1876         | +27 |
| رمز الإنترنت                                              | .jm           | .za |
| المنطقة الزمنية                                           | 00            | ت ع م+02:00، أفريقيا/جوهانسبرغ ‏ |

## منظمات دولية مشتركة
يشترك البلدان في عضوية مجموعة من المنظمات الدولية، منها:
| علم المنظمة | اسم المنظمة                                                | تاريخ انضمام جامايكا | تاريخ انضمام جنوب أفريقيا |
| ----------- | ---------------------------------------------------------- | -------------------- | ------------------------- |
|             | يونسكو                                                     | 7 نوفمبر 1962        | 4 نوفمبر 1946             |
|             | وكالة ضمان الاستثمار متعدد الأطراف                         | 12 أبريل 1988        | 10 مارس 1994              |
|             | الأمم المتحدة                                              | 18 سبتمبر 1962       | 7 نوفمبر 1945             |
|             | العملية المشتركة للاتحاد الأفريقي والأمم المتحدة في دارفور | ?                    | ?                         |
|             | مجموعة دول أفريقيا والكاريبي والمحيط الهادئ                | ?                    | ?                         |
|             | دول الكومنولث                                              | ?                    | 11 ديسمبر 1931            |
|             | الاتحاد البريدي العالمي                                    | ?                    | ?                         |
|             | البنك الدولي للإنشاء والتعمير                              | 21 فبراير 1963       | 27 ديسمبر 1945            |
|             | المنظمة الهيدروغرافية الدولية                              | ?                    | ?                         |
|             | الاتحاد الدولي للاتصالات                                   | 18 فبراير 1963       | 1910                      |
|             | منظمة حظر الأسلحة الكيميائية                               | ?                    | ?                         |
|             | مؤسسة التمويل الدولية                                      | 31 مارس 1964         | 3 أبريل 1957              |
|             | منظمة التجارة العالمية                                     | ?                    | 1995                      |
|             | منظمة الشرطة الجنائية الدولية                              | ?                    | ?                         |

## وصلات خارجية
- موقع وزارة الخارجية الجامايكية
- موقع وزارة الخارجية الجنوب أفريقية